# Interpedia
Interpedia fue una de las primeras enciclopedias de Internet propuestas que permitía a cualquier persona aportar escribiendo artículos y someterlos al catálogo central de todas las páginas de Interpedia.

## Historia
Interpedia fue iniciada por Rick Gates, que ha publicado un mensaje titulado "La enciclopedia de Internet" el 25 de octubre de 1993 a las PACS-L (Acceso Público-Forum Computer Systems) Listserv Ese mensaje incluye las siguientes reflexiones.:
- Cuanto más pensaba en ello, más me daba cuenta de que tal recurso, que contiene conocimientos generales, enciclopédicos para el lego, sería una herramienta importante para algunos tipos de investigación, y para el Net.Citizenry en general.

Ahh .. pero ¿qué pasa con los contribuyentes ... ¿dónde vas a encontrar a los autores para escribir los artículos cortos que necesita? Bueno, yo primero tengo que empezar por encontrar alguna manera de comunicarse con un conjunto muy diverso de personas ... todos, desde los lingüistas, a los biólogos moleculares, de los activistas de derechos de los animales a zymurgists, y de los geógrafos a chromotographers gas. Adivina qué? :-) La Red ofrece sólo un escenario tal! Así que pensé en ello un poco más ... 
... Y llegó a la conclusión de que esta es una buena idea!

El término fue acuñado por Interpedia RL Samuell, un participante en las primeras discusiones sobre el tema. 
En noviembre de 1993, las discusiones se trasladaron a una lista de correo dedicada,  complementado más tarde por comp.infosystems.interpedia de noticias de Usenet. 
Existe cierto desacuerdo sobre si todas las páginas deben estar en HTML, texto plano, o si todos los formatos se debe permitir (por ejemplo, como con Gopher). Otro punto de discusión era si los recursos de Internet externos no escritas específicamente para el Interpedia podrían convertirse en parte de ella simplemente incluirlas en el catálogo. 
Por otra parte, varios independiente "Sello de aprobación" (SOAP) agencias estaban previstos que lo clasificaría artículos Interpedia basadas en criterios de su elección; a continuación, los usuarios pueden decidir qué recomendaciones de las agencias a seguir. 
El proyecto fue discutido activamente alrededor de la mitad de un año, pero al final nunca dejó las etapas de planificación y finalmente murió, tal vez en parte debido al crecimiento sin precedentes de la World Wide Web.

## Otras lecturas
Reagle, Joseph Michael (2010). «Interpedia». Good Faith Collaboration: The Culture of Wikipedia. Cambridge, Mass.: MIT Press. pp. 32–34. ISBN 978-0-262-01447-2.